# Boris Kodjoe
Boris Frederic Cecil Tay-Natey Ofuatey-Kodjoe (Viena, Austria; 8 de marzo de 1973), más conocido como Boris Kodjoe, es un actor, productor de cine y modelo alemán. Es más conocido por su papel de Robert Sullivan en el universo de Grey's Anatomy, también como Damon Carter, el mensajero que se convirtió en agente deportivo en la serie de televisión de Showtime Soul Food: La Serie, y por su papel de David Taylor en la película The Gospel. Además interpretó a Steven Bloom en 2010 en la serie de televisión Undercovers, y fue  Luther West en la película Resident Evil: Afterlife y en su secuela, Resident Evil: Retribution.

## Biografía
Kodjoe nació en Viena, Austria el 8 de marzo de 1973, es hijo de Eric Kodjoe, un médico ghanés que es del pueblo nzema y Úrsula, una psicóloga alemana de ascendencia parcialmente judía. Los padres de Kodjoe se divorciaron cuando él tenía seis años. La bisabuela materna de Kodjoe era judía y fue asesinada en el Holocausto; su abuela materna sobrevivió a la guerra escondida. Creció en las cercanías de Friburgo de Brisgovia, Alemania. Tiene un hermano llamado Patrick y dos hermanas llamadas Nadja y Lara. Recibió su nombre en honor al poeta y escritor ruso Boris Pasternak. Kodjoe asistió a la Universidad de la Mancomunidad de Virginia con una beca de tenis y se graduó con una licenciatura en mercadeo en 1996.

## Carrera
Interpretó al mensajero que se convirtió en agente deportivo Damon Carter en la serie de televisión de Showtime Soul Food.
También interpretó a David Taylor en la película The Gospel.
En 2010 dio vida a Steven Bloom en la serie de televisión Undercovers.
Se unió al elenco de la película Resident Evil: Afterlife donde interpretó a Luther West, y poco después volvió a interpretarlo en la secuela Resident Evil: Retribution.
En julio de 2018, Kodjoe obtuvo un papel recurrente en la segunda temporada de la serie Station 19. En octubre, fue ascendido al reparto regular después de su aparición en el estreno de la temporada como el nuevo capitán de bomberos, Robert Sullivan. En el episodio "Eulogy", es ascendido a Jefe de Batallón.

## Vida personal
Kodjoe se casó con Nicole Ari Parker el 21 de mayo de 2005 en Gundelfingen, Alemania. El 5 de marzo de 2005, Parker dio a luz a la primera hija de la pareja, Sophie Tei Naaki Lee Kodjoe, que nació con Espina bífida. El 31 de octubre de 2006, Parker dio a luz al segundo hijo de la pareja, Nicolas Neruda Kodjoe. Kodjoe y su esposa son miembros de la Iglesia Metodista Unida Cascade en Atlanta, Georgia. La familia reside en Los Ángeles, California. Kodjoe y Parker compitieron entre sí en un episodio de febrero de 2019 de Lip Sync Battle.
Kodjoe habla los idiomas alemán, inglés, ruso, español, italiano y francés.

## Filmografía

### Cine

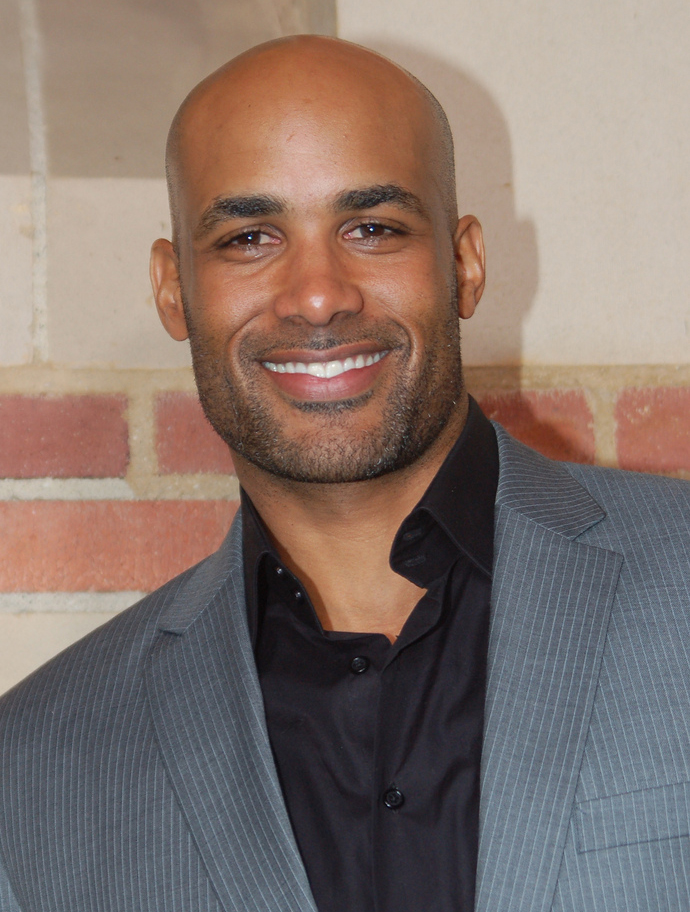
Boris Kodjoe en diciembre del 2010

| Año  | Película                      | Papel              | Notas                            |
| ---- | ----------------------------- | ------------------ | -------------------------------- |
| 2000 | Love & Basketball             | Jason              |                                  |
| 2002 | Brown Sugar                   | Kelby Dawson       |                                  |
| 2004 | Doing Hard Time               | Michael Mitchell   | Película directamente para vídeo |
| 2005 | The Gospel                    | David Taylor       |                                  |
| 2006 | La gran reunión de Madea      | Frankie Henderson  |                                  |
| 2007 | All About Us                  | Edward Brown       |                                  |
| 2007 | Alice al revés                | Mr. Edgecombe      |                                  |
| 2008 | Starship Troopers 3: Marauder | General Dix Hauser | Película directamente para vídeo |
| 2009 | Surrogates                    | Andy Stone         |                                  |
| 2010 | The Confidant                 | Nigel Patterson    |                                  |
| 2010 | Resident Evil: Afterlife      | Luther West        |                                  |
| 2012 | Resident Evil 5: La Venganza  | Luther West        |                                  |
| 2013 | Nurse 3D                      | Det. John Rogan    |                                  |
| 2013 | Baggage Claim                 | Graham             |                                  |
| 2014 | Addicted                      | Jason Reynard      |                                  |
| 2017 | Ferdinand                     | Klaus (voz)        |                                  |

### Series de televisión
| Año       | Título                               | Papel                      | Notas                                                                          |
| --------- | ------------------------------------ | -------------------------- | ------------------------------------------------------------------------------ |
| 1998      | The Steve Harvey Show                | Dexter                     | Episodio: "Every Boy Needs a Teacher"                                          |
| 2000      | For Your Love                        | Terrence                   | Episodio: "The French Lesson"                                                  |
| 2003      | Boston Public                        | Entrenador Derek Williams  | 3 episodios                                                                    |
| 2003      | Street Time                          | Bowman Calloway            | Episodios: "High Holly Roller" and "Cop Killer"                                |
| 2003      | All of Us                            | Marcus                     | Episodio: "Uncle Marcus Comes to Dinner"                                       |
| 2004      | Eve                                  | Kevin                      | Episodio: "Valentine's Day Reloaded"                                           |
| 2000–2004 | Soul Food                            | Damon Carter               | Papel recurrente, 27 episodios                                                 |
| 2004–2005 | Second Time Around                   | Jackson Muse               | Papel recurrente, 13 episodios                                                 |
| 2006      | If You Lived Here, You'd Be Home Now | Brad                       | Episodio piloto                                                                |
| 2007      | Crossing Jordan                      | Detective Elliot Chandler  | Episodios: "Post Hoc..." y "In Sickness & in Health"                           |
| 2007      | Women's Murder Club                  | Simon Perry                | Episodio: "Blind Dates and Bleeding Hearts"                                    |
| 2007      | Nip/Tuck                             | Elton Forrest              | Episodio: "Chaz Darling"                                                       |
| 2010      | Undercovers                          | Steven Bloom               | Papel recurrente, 13 episodios                                                 |
| 2012      | Scruples                             | Josh Hillman               | Episodio piloto                                                                |
| 2012      | Franklin & Bash                      | Nolan Tate                 | Episodio: "Last Dance"                                                         |
| 2012      | A Killer Among Us                    | Detective Joe Moran        | Película de televisión                                                         |
| 2013–2016 | Real Husbands of Hollywood           | Él mismo                   | Papel recurrente                                                               |
| 2014      | Members Only                         | Deacon                     | Papel recurrente                                                               |
| 2014      | The Chase                            | Él mismo                   | Episodio: "Starry Eyed: Celebrity Episode"                                     |
| 2014      | Unforgettable                        | Agente Francis Simms       | Papel recurrente, 2 episodios                                                  |
| 2015–2016 | The Last Man on Earth                | Philip Stacy "Phil" Miller | Papel recurrente, 12 episodios                                                 |
| 2015      | The Boris & Nicole Show              | Él mismo (copresentador)   | Papel principal, 20 episodios                                                  |
| 2016      | Cape Town                            | Sanctus Snook              | Papel principal, 6 episodios                                                   |
| 2016–2018 | Code Black                           | Dr. Will Campbell          | Estrella invitada (temporada 1), papel principal (temporadas 2-3) 33 episodios |
| 2017      | Tales                                | Ray Vance                  | Episodio: "Fuck the Police"                                                    |
| 2018–2024 | Station 19                           | Robert Sullivan            | Elenco Principal (Temporada 2-7); 95 episodios                                 |
| 2018      | House of Cards                       | Brett Cole                 | Papel recurrente; 4 episodios                                                  |
| 2019      | Lip Sync Battle                      | Él mismo                   | Episodio: "Boris Kodjoe vs. Nicole Ari Parker"                                 |
| 2019      | Grey's Anatomy                       | Robert Sullivan            | 2 episodios                                                                    |

### Videos musicales
- "Red Light Special" - TLC
- "Never Let You Go" - Faith Evans

### Apariciones
- America's Next Top Model Cycle 4 (2005)